# 穂ノ原
穂ノ原（ほのはら）は、愛知県豊川市の町名。現行行政地名は穂ノ原一丁目から穂ノ原三丁目。

## 地理
豊川市中央部に位置し、東は西桜木町、西は市田町・諏訪西町、南は諏訪・金屋西町、北は市田町・大崎町に接する。
1丁目の大半は陸上自衛隊豊川駐屯地の敷地である。2〜3丁目は豊川工業団地となっており、工場等が集中している。
鎌倉時代の『東関紀行』に、既に本野が原の名称で呼ばれており、1934年（昭和9年）の豊川海軍工廠開設までは小集落で、入会の山林が広がっていた。

## 歴史

### 沿革
- 1973年（昭和48年）7月1日 - 以下の通り、豊川町・本野町・市田町・牛久保町・北金屋町・大崎町の各一部より穂ノ原1～3丁目が成立[1]。
  - 1丁目 - 豊川町（之通の全域および幾通の一部）・本野町（東新古の全域および西新古・東野添・中貝津の各一部）・市田町（本野ケ原の一部）・牛久保町（久加の一部）・北金屋町（川向の一部）の各一部
  - 2丁目 - 本野町（野中の全域および西新古・西野添の各一部）・市田町（本野ケ原・諏訪新畑・諏訪町・下供養塚・鉄砲塚・石塚・財木屋・河尻の各一部）の各一部
  - 3丁目 - 市田町（本野ケ原・下供養塚・供養塚・河尻・石塚・向野・下中野・東中野の各一部）・大崎町（野中・小林の各一部）・本野町（百々・西野添の各一部）の各一部

## 世帯数と人口
2019年（平成31年）3月31日現在の世帯数と人口は以下の通りである。
| 町丁   | 世帯数  | 人口  |
| ------ | ------- | ----- |
| 穂ノ原 | 568世帯 | 625人 |

### 人口の変遷
国勢調査による人口の推移
| 1995年（平成7年）  | 702人   | [ 7 ]  |  |
| 2000年（平成12年） | 734人   | [ 8 ]  |  |
| 2005年（平成17年） | 1,119人 | [ 9 ]  |  |
| 2010年（平成22年） | 855人   | [ 10 ] |  |
| 2015年（平成27年） | 846人   | [ 11 ] |  |

## 学区
市立小・中学校に通う場合、学区は以下の通りとなる。また、公立高等学校に通う場合の学区は以下の通りとなる。
| 丁目         | 区域                   | 小学校               | 中学校             | 高等学校 |
| ------------ | ---------------------- | -------------------- | ------------------ | -------- |
| 穂ノ原一丁目 | 全域                   | 豊川市立金屋小学校   | 豊川市立金屋中学校 | 三河学区 |
| 穂ノ原二丁目 | 全域                   | 豊川市立代田小学校   | 豊川市立代田中学校 | 三河学区 |
| 穂ノ原三丁目 | 市道穂ノ原南千両線以東 | 豊川市立三蔵子小学校 | 豊川市立金屋中学校 | 三河学区 |
| 穂ノ原三丁目 | 市道穂ノ原南千両線以西 | 豊川市立八南小学校   | 豊川市立中部中学校 | 三河学区 |

## 施設
- 陸上自衛隊豊川駐屯地
- 日本車輌製造豊川製作所
- 新東工業豊川製作所
- トピー工業豊川製作所
- コニカミノルタ瑞穂サイト
- トヨタカローラ愛知豊川総合センター
- 名古屋大学太陽地球環境研究所豊川分室
- 豊川市学校給食センター
- 豊川海軍工廠平和公園(緑地)
- 穂ノ原公園

## 交通

### 鉄道
- 日本車輌製造引込線

### 道路
- 愛知県道21号豊川新城線

## その他

### 日本郵便
- 郵便番号 : 442-0061[4]（集配局：豊川郵便局[14]）。